# Abraham Simpson
Abraham Jay Simpson II, meglio noto come Abe Simpson o nonno Simpson, è un personaggio della serie animata I Simpson. È il padre di Homer Simpson, suocero di Marge Simpson, nonno paterno di Bart, Lisa e Maggie.
Nel 2015 Matt Groening ha pubblicato Grampa Simpson’s Guide to Aging ("La guida all'invecchiamento di Nonno Simpson"), quinto libro della serie Vault of Simpsonology.

## Biografia
Nato da Orville J. Simpson e da Yuma Hickman, seppur discendente secoli prima da una donna di una ricca famiglia di latifondisti e da uno schiavo di colore al servizio del padre del signor Burns durante il colonialismo americano, non si conosce come, ma la sua famiglia è del vecchio continente e lui è emigrato da lì in giovane età (precisamente dall'Irlanda) ed è giunto a New York, dove ha vissuto alla meno peggio all'interno della statua della Libertà.
Da ragazzo, per guadagnare un nichelino fece il lustra scarpe alla stazione di Springfield, dove in questa occasione incontra Clark Gable e involontariamente gli dona la famosa battuta in Via col vento. Crescendo ha vissuto anche come truffatore arrivando persino, a scrivere in vecchiaia un libro delle sue esperienze e memorie su come avere successo nel delinquere.
Veterano della seconda guerra mondiale, spesso racconta storie autobiografiche sul suo passato, che sono quasi sempre inverosimili e comiche, anche quando parla di avvenimenti ai quali ha potuto assistere: in una puntata, ad esempio, afferma di essersi salvato dal secondo conflitto mondiale travestendosi da sciantosa e in tali circostanze attirò le attenzioni addirittura di Adolf Hitler (che appare seduto accanto a Mussolini), pur ammettendo che quella storia fosse solo "parzialmente vera".
In un'altra puntata, si viene a scoprire che era al comando di un commando di militari, il "Pescediavolo battagliero" e che tentò di uccidere proprio il Führer ma fallì a causa di Montgomery Burns. Nella stessa puntata Bart, il nipote, afferma che il nonno abbia raccontato alla sua classe che è stato proprio lui, Abraham Simpson, a far diventare nemici cani e gatti. Afferma inoltre di essere stato anche un veterano della prima guerra mondiale, mentendo sulla sua età visto che all'epoca era un bambino, e di essere stato uno "stronca-scioperi" negli anni trenta: per questo scopo, in un episodio, viene reclutato da Montgomery Burns, che nell'occasione aveva problemi con i sindacati.
Abraham Simpson negli anni '50 è stato un wrestler chiamato "Glamour Godfrey" (Glamorous Godfrey nell'originale), esperienza sulla quale è incentrata l'episodio Magnifico nonno. Un ulteriore alter ego di Nonno Simpson è quello del supereroe "Cacatua Cremisi" (Crimson Cockatoo), cosa che si evince nell'episodio Bartman Begins in Vita da star.
In altre circostanze afferma di aver scoperto il "terribile segreto" di John Fitzgerald Kennedy (ossia che fosse una spia nazista avendolo sentito dire la sua famosa frase "Ich bin ein Berliner"), di esser stato eletto "ragazzo più bello di Albany", di esser stato sculacciato da Grover Cleveland "in due occasioni non consecutive" e, addirittura, di essere figlio naturale di Lindbergh. Ogni volta che inizia un racconto si addormenta, talvolta anche in piedi; Abe ricorda di continuo eventi passati vissuti in prima persona in storie che vengono raramente ascoltate dalla famiglia, che lo considera vecchio, petulante e brontolone, nonostante tutto la famiglia dimostri di essergli affezionata in più episodi. In altre circostanze aiuta Bart nelle sue marachelle con consigli spesso bellicosi.
Si scopre in una puntata che, per aiutare Homer a comprare casa, vendette la sua cascina in campagna (che aveva vinto in un quiz truffaldino negli anni '50) e diede i soldi al figlio. Homer propose al padre di vivere a casa sua, e questi accettò. Dopo circa tre settimane sarà però spedito alla casa di riposo, in quanto Homer non riuscì a sopportarlo 24 ore su 24 oltre quel periodo di tre settimane. Da quel momento in poi abiterà sempre all'ospizio (pur andando spesso a trovare la famiglia).
Vive in un ospizio (il Castello di riposo di Springfield) insieme ad altri anziani. Il suo migliore amico è Jasper Beardley, un signore anziano calvo ma dalla folta barba con cui condivide la stanza nell'ospizio. L'unica cortesia che Jasper nega ad Abraham è il prestito della dentiera, che tra l'altro Nonno Simpson perde frequentemente, spesso con effetti comici.

## Carattere

### Creazione

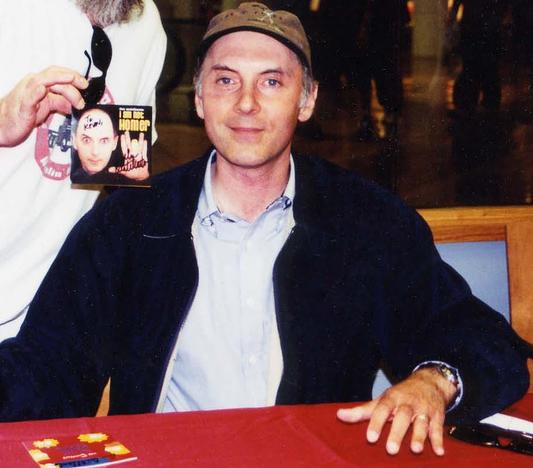
Dan Castellaneta dà la voce al nonno e a molti altri personaggi ricorrenti

Da giovane aveva un carattere molto simile a quello di Homer, infatti come lui amava bere birra e guardare la TV. È sempre stato un uomo all'antica, molto rigido, con ideali patriottici; crebbe il figlio con molto distacco, non incoraggiandolo mai, e dandogli consigli pessimi e traumatici, come accettare passaggi dagli sconosciuti. Lo stesso Homer dimostra il più delle volte di non sopportarlo, anche se in fondo,sebbene odi ammetterlo,gli vuole bene. Si scoprirà essere il marito della criminale Mona Simpson, ovvero la madre di Homer, ricercata per aver manifestato contro Burns e il suo programma di sviluppo di armi batteriologiche, mettendo una bomba di antibiotici nell'edificio dove Burns coltivava antrace e altri batteri.
Abraham però non ha mai approvato le azioni della moglie, non riuscendo a sopportare il fatto che lei fosse hippy. È inoltre padre anche di due figli illegittimi, Herbert Powell, avuto da una prostituta, e di Abbie, avuta da una relazione con una donna inglese che incontrò durante la seconda guerra mondiale. Non conosceva Mona all'epoca quindi non la tradì mai come invece fece lei con un bagnino, come scoprirà molto tempo dopo. Abe ha inoltre cinque fratelli, tra questi vi sono Bill, comunista, Cyrus, con il quale ha combattuto nella seconda guerra mondiale e che attualmente vive a Tahiti con numerose mogli, Chet, proprietario di una azienda di gamberetti, Tyrone, vecchio burbero sempre triste, e Hubert (di quest'ultimo si sa molto poco, essendo deceduto negli spezzoni del Tracy Ullman Show).
Oltre al matrimonio con Mona, l'anziano uomo nel corso della sua vita si è sposato altre tre volte: Amber, che prima aveva sposato Homer durante una notte brava a Las Vegas, lo stesso Homer (con la complicità della famiglia) la farà ubriacare e il mattino dopo la donna scoprirà di aver sposato Abe, cosa che la spingerà ad abbandonare Springfield. Sposerà anche Selma, la sorella della nuora, la quale era intenerita dalla gentilezza dell'uomo, nonostante Homer e Patty non approvavano la loro unione; comunque i due decideranno di lasciarsi quando Selma comprenderà che per lei è impossibile gestire la carriera e contemporaneamente un matrimonio con un uomo molto più vecchio di lei. Homer e Marge scopriranno che Abe poco dopo che Mona abbandonò lui e il figlio, si sposo con la cantante Rita Lafleur, sua collega al tempo in cui componeva per lei testi musicali con il pianoforte, ma i due furono costretti a lasciarsi dato che Rita voleva portare la sua carriera a un livello più alto con una tournée in Europa, mentre Abe non sentendosela di lasciare Homer da solo (all'epoca ancora un bambino, tra l'altro maldestro e bisognoso di attenzione) decise di rimanere a Springfield, comunque lui e Rita formalmente sono ancora sposati.
In un episodio parodia del film Il laureato si contenderà con il Signor Burns la mano della madre di Marge, Jaqueline Bouvier, anche se la donna alla fine non sposerà nessuno dei due.
Ha inoltre fatto parte di un gruppo massonico, il Sacro Ordine dei Tagliapietre, che sarà costretto a sciogliersi a causa delle nefandezze compiute dal figlio. Nella stessa puntata mentre lui cerca la tessera dell'Ordine da dare a Homer trova nel suo portafoglio quella del Partito Comunista degli Stati Uniti d'America (nonostante in un episodio lo si veda denunciare comunisti - tra cui incredibilmente Iosif Stalin - davanti alla Commissione per le attività antiamericane) ed un documento da presidente dell'alleanza gay e lesbiche.
Nell'episodio Million Dollar Abe della diciassettesima stagione Abe afferma di avere 83 anni d'età. Anche lui è affetto dal "gene Simpson" che rende poco intelligenti gli uomini della famiglia.
Abe Simpson compare anche nel film basato sulla serie, nel quale crolla in chiesa e pronuncia delle profezie di sventura, prevedendo la caduta di Springfield.
È il tipico anziano confuso e disorientato. Non ricopre il ruolo tradizionale del nonno nella gerarchia famigliare, risultando al contrario il personaggio con meno potere nella famiglia.

### Voci
In originale Abe è doppiato da Dan Castellaneta (già doppiatore del figlio Homer); in italiano fu invece scelto Mario Milita, che doppiava il personaggio da anziano, alternandosi con Tonino Accolla, già doppiatore di Homer, quando il personaggio compariva nei flashback da giovane.
Nel 2012, alla fine della 22ª stagione, Milita si ritira dal mondo del doppiaggio a causa dell'età avanzata; al suo posto, nella 23ª stagione, viene inizialmente scelto Dante Biagioni, per poi essere a sua volta sostituito da Mino Caprio. Dalla 24ª stagione, con la morte di Accolla, Massimo Lopez assume il ruolo di voce di Homer e di Abe da giovane, alternandosi su quest'ultimo con Mino Caprio. Nel decimo episodio della sesta stagione, viene doppiato da Marco Mori, in un flashback di quando era giovane.